# Guggisberglied

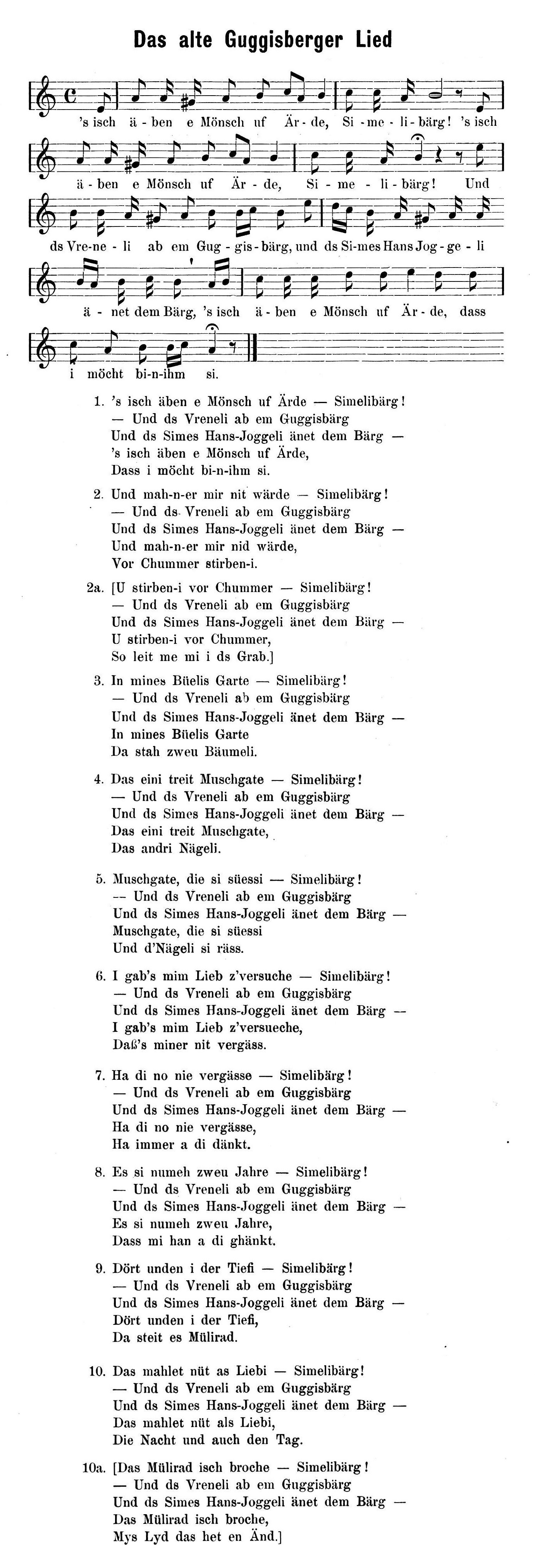
Das alte Guggisberger Lied, Edition von Otto von Greyerz, 1912

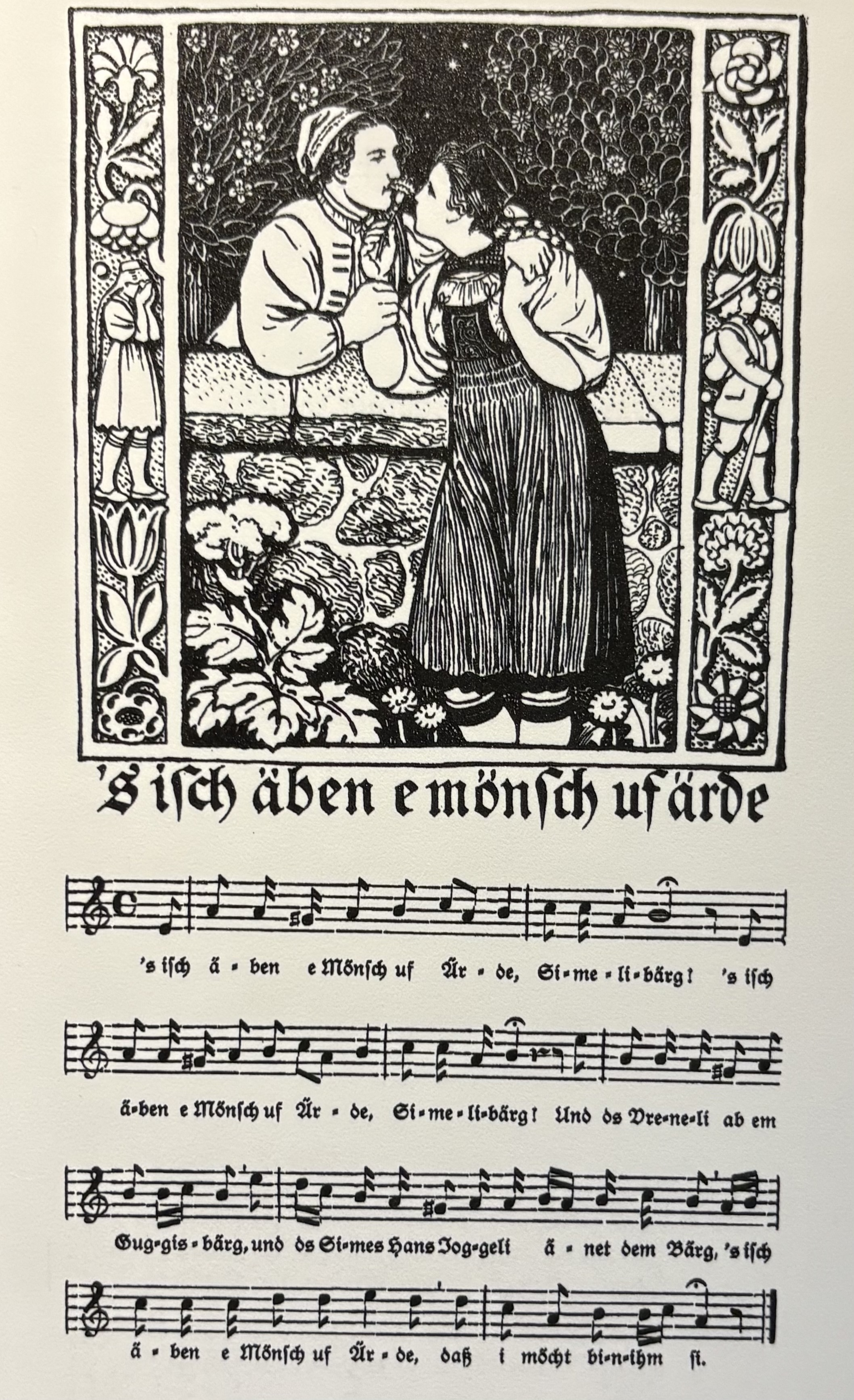
Darstellung im Vreneli Museum in Guggisberg

Das Lied vom Vreneli ab em Guggisberg, kurz Guggisberglied, auch Guggisbergerlied oder Altes Guggisbergerlied genannt, ist wohl das älteste noch bekannte Schweizer Volkslied. Es wurde erstmals 1741 erwähnt, die älteste erhaltene Textvariante stammt von 1764.

## Inhalt
Das Lied handelt von einem «Vreneli» (schweizerdeutsch für «Verena») aus Guggisberg, das sich nach seinem Auserwählten «Simes Hans-Joggeli» (Simons Hans-Jakob) sehnt und im Bild des sich unablässig drehenden Mühlrads Trost für seine ausharrende Liebe findet.

## Text
Aufgrund der lange nur mündlichen Überlieferung gibt es verschiedene Textvarianten. Hier zitiert wird jene, die Otto von Greyerz 1912 in einem Aufsatz über das Lied im Schweizerischen Archiv für Volkskunde veröffentlicht hat. Von Greyerz vertritt darin, wie schon Ludwig Tobler vor ihm, die Ansicht, dass die beiden «nicht in das Reimsystem passenden Strophen», die er als 2a und 10a nummeriert, «nicht ursprünglich» seien; auch den Kehrreim hält von Greyerz für jünger.
| Original (berndeutsch) | Übersetzung (standarddeutsch) |
| 1. ’s isch äben e Mönsch uf Ärde – Simelibärg! – Und ds Vreneli ab em Guggisbärg Und ds Simes Hans-Joggeli änet dem Bärg – ’s isch äben e Mönsch uf Ärde, Dass i möcht bi-n-ihm si. 2. Und mah-n-er mir nit wärde – Simelibärg! – Und ds Vreneli ab em Guggisbärg Und ds Simes Hans-Joggeli änet dem Bärg – Und mah-n-er mir nid wärde, Vor Chummer stirben-i. 2a. U stirben-i vor Chummer – Simelibärg! – Und ds Vreneli ab em Guggisbärg Und ds Simes Hans-Joggeli änet dem Bärg – U stirben-i vor Chummer, So leit me mi i ds Grab. 3. In mines Büelis Garte – Simelibärg! – Und ds Vreneli ab em Guggisbärg Und ds Simes Hans-Joggeli änet dem Bärg – In mines Büelis Garte Da stah zweu Bäumeli. 4. Das eini treit Muschgate – Simelibärg! – Und ds Vreneli ab em Guggisbärg Und ds Simes Hans-Joggeli änet dem Bärg – Das eini treit Muschgate, Das andri Nägeli. 5. Muschgate, die si süessi – Simelibärg! Und ds Vreneli ab em Guggisbärg Und ds Simes Hans-Joggeli änet dem Bärg – Muschgate, die si süessi Und d’Nägeli si räss. 6. I gab’s mim Lieb z’versueche – Simelibärg! – Und ds Vreneli ab em Guggisbärg Und ds Simes Hans-Joggeli änet dem Bärg – I gab’s mim Lieb z’versueche, Dass’s miner nit vergäss. 7. Ha di no nie vergässe – Simelibärg! – Und ds Vreneli ab em Guggisbärg Und ds Simes Hans-Joggeli änet dem Bärg – Ha di no nie vergässe, Ha immer a di dänkt. 8. Es si numeh zweu Jahre – Simelibärg! – Und ds Vreneli ab em Guggisbärg Und ds Simes Hans-Joggeli änet dem Bärg – Es si numeh zweu Jahre, Dass mi han a di ghänkt. 9. Dört unden i der Tiefi – Simelibärg! – Und ds Vreneli ab em Guggisbärg Und ds Simes Hans-Joggeli änet dem Bärg – Dört unden i der Tiefi, Da steit es Mülirad. 10. Das mahlet nüt as Liebi – Simelibärg! – Und ds Vreneli ab em Guggisbärg Und ds Simes Hans-Joggeli änet dem Bärg – Das mahlet nüt als Liebi, Die Nacht und auch den Tag. 10a. Das Mülirad isch broche – Simelibärg! – Und ds Vreneli ab em Guggisbärg Und ds Simes Hans-Joggeli änet dem Bärg – Das Mülirad isch broche, Mys Lyd das het en Änd. | 1. Es gibt nur einen Menschen auf Erden, – Simeliberg! – Verena vom Guggisberg und Simons Hans-Jakob von jenseits des Berges – es gibt nur einen Menschen auf Erden, mit dem ich zusammen sein möchte. 2. Und kann er mir nicht werden, – Simeliberg! – Verena vom Guggisberg und Simons Hans-Jakob von jenseits des Berges – und kann er mir nicht werden, sterbe ich vor Kummer. 2a. Und sterbe ich vor Kummer, – Simeliberg! – Verena vom Guggisberg und Simons Hans-Jakob von jenseits des Berges – und sterbe ich vor Kummer, so legt man mich ins Grab. 3. Im Garten meines Liebsten, – Simeliberg! – Verena vom Guggisberg und Simons Hans-Jakob von jenseits des Berges – im Garten meines Liebsten, da stehn zwei Bäumlein. 4. Das eine trägt Muskatblüten, – Simeliberg! – Verena vom Guggisberg und Simons Hans-Jakob von jenseits des Berges – das eine trägt Muskatblüten, das andere Nelken. 5. Die Muskatblüten, die sind süss, – Simeliberg! – Verena vom Guggisberg und Simons Hans-Jakob von jenseits des Berges – die Muskatblüten, die sind süss, und die Nelken sind scharf. 6. Ich gab sie meinem Lieben zu versuchen, – Simeliberg! – Verena vom Guggisberg und Simons Hans-Jakob von jenseits des Berges – ich gab sie meinem Lieben zu versuchen, dass er meiner nicht vergässe. 7. Habe dich noch nie vergessen, – Simeliberg! – Verena vom Guggisberg und Simons Hans-Jakob von jenseits des Berges – habe dich noch nie vergessen, habe immer an dich gedacht. 8. Es sind nunmehr zwei Jahre, – Simeliberg! – Verena vom Guggisberg und Simons Hans-Jakob von jenseits des Berges – es sind nunmehr zwei Jahre, dass ich mich an dich gehängt habe. 9. Dort unten in der Tiefe, – Simeliberg! – Verena vom Guggisberg und Simons Hans-Jakob von jenseits des Berges – dort unten in der Tiefe, da steht ein Mühlrad. 10. Das mahlt nichts als Liebe, – Simeliberg! – Verena vom Guggisberg und Simons Hans-Jakob von jenseits des Berges – das mahlt nichts als Liebe, die Nacht und auch den Tag. 10a: Das Mühlrad ist gebrochen, – Simeliberg! – Verena vom Guggisberg und Simons Hans-Jakob von jenseits des Berges – das Mühlrad ist gebrochen, mein Leid, das hat ein End. |

## Musik
Die schlicht-feierliche Mollweise hat ihren Ursprung in den evangelischen Chorälen des 16. Jahrhunderts. Sie findet sich erstmals gedruckt 1818 in der Sammlung Schweizerischer Kuhreihen von Gottlieb Jakob Kuhn; eine ebenfalls in Moll gehaltene Variante findet sich auf einer handschriftlichen Niederschrift von 1803 aus Habkern im Berner Oberland. Das Guggisberglied ist eines der sehr seltenen Schweizer Volkslieder in Moll; am nächsten verwandt ist seiner Melodie diejenige des Emmentaler Hochzeittanzliedes Bin alben e wärti Tächter gsy. Im 19. Jahrhundert wurde auch eine Dur-Melodie nach Hans Nydegger gebräuchlich (Männerchorsatz von Karl Munzinger 1890).

## Philologisches

### Überlieferungsgeschichte
Strophen 1 und 2, 3 und 4, 5 und 6, 7 und 8 sowie 9 und 10 machen je zusammen eine vierzeilige, durch Reim- oder Assonanzpaare verbundene Strophe aus, weshalb von Ludwig Tobler und Otto von Greyerz vorgeschlagen wurde, dass Strophen 2a («U stirben-i vor Chummer») und 10a («Das Mühlirad isch broche») und, nach von Greyerz, überdies der Kehrreim späteren Datums seien. Die Strophen 3–6 und 9–10 sind Gemeingut der deutschen Volkspoesie und finden sich als Wanderstrophen in vielen alten Volksliedern. Nach Untersuchungen von John Meier soll der Kehrreim des Guggisberglieds von einem Spottlied auf die Guggisberger stammen, das sich mit einem Liebeslied aus Wanderstrophen vermischt habe.
Erstmals erwähnt wird das Alte Gugisberger Lied im Jahre 1741. In der 13. Strophe eines Einladungsgedichtes des Franz Ludwig Steiger, Landvogt zu Wimmis, an Schultheiss Frisching in Thun (Reime über das Käsmahl zu Wimmis A° 1741) heisst es: «Nun hört, jetzt geht die Music an, / der Dorfmagister lobesan / will selbsten eins vorsingen. / Das Vreneli ab dem Guggisberg / und Simes Hans Jogeli änet dem Berg / vortrefflich tun erklingen.» Und 1756 weist im Basler Helvetischen Patriot die Liebesgeschichte Die schöne Alpmeyerin oder das Verenichen ab dem Guggisberge darauf hin, dass das Lied damals auch in Basel und Umgebung allgemein bekannt gewesen sein muss. Das Schweizerische Volksliedarchiv in Basel verwahrt einen Sammelband von Flugblättern aus Sissach, etwa 1750–1780, welcher eine frühe hochdeutsche Fassung der ersten beiden Strophen enthält. Publiziert wurde das Guggisberglied dann in etwas verstümmelten Formen von den Deutschen Karl Spazier 1790 in seinen Wanderungen durch die Schweiz und von Achim von Arnim in seiner Sammlung Des Knaben Wunderhorn (1805–1808) und anschliessend in sprachrichtiger Form von Gottlieb Jakob Kuhn in seinen Kühreihen (1812; handschriftlich notiert schon 1802), von K. Ruckstuhl in der Zeitschrift Alpenrosen (1823, mit abweichender Schlusszeile) und wenig später auch von Johann Rudolf Wyss (1826).
Inhalt und Melodie des Liedes sind sehr emotional. Verschiedenen Quellen zufolge soll in alten Zeiten bei Schweizer-Regimentern in fremden Kriegsdiensten die Todesstrafe auf das Absingen des Liedes gestanden haben, da es das Heimweh, früher auch «Schweizerkrankheit» genannt, förderte.

### Einzelne Motive

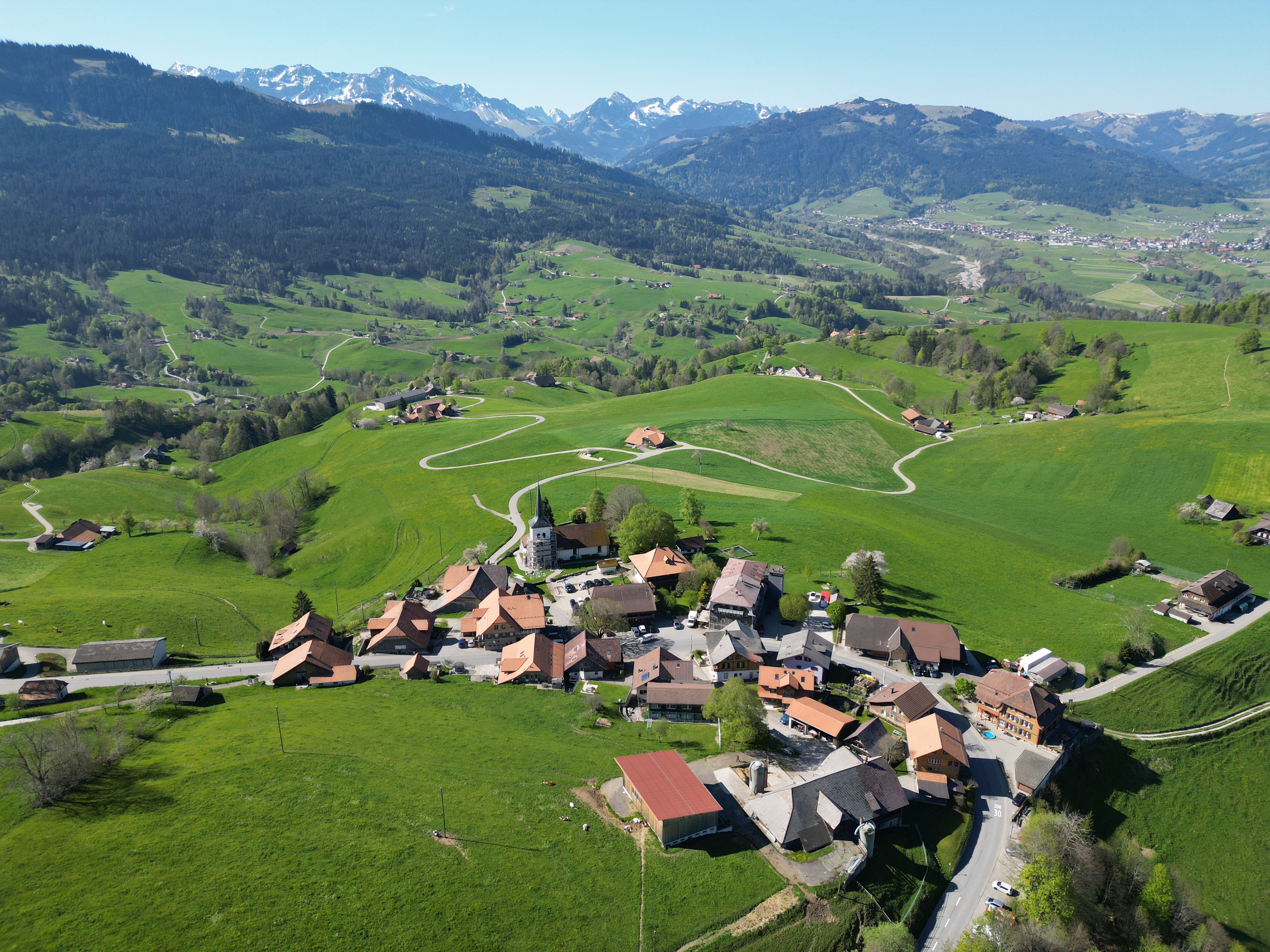
Blick auf Guggisberg. Unten mit dem hellen Dach der Linden-Hof, wo Vreneli gelebt haben soll

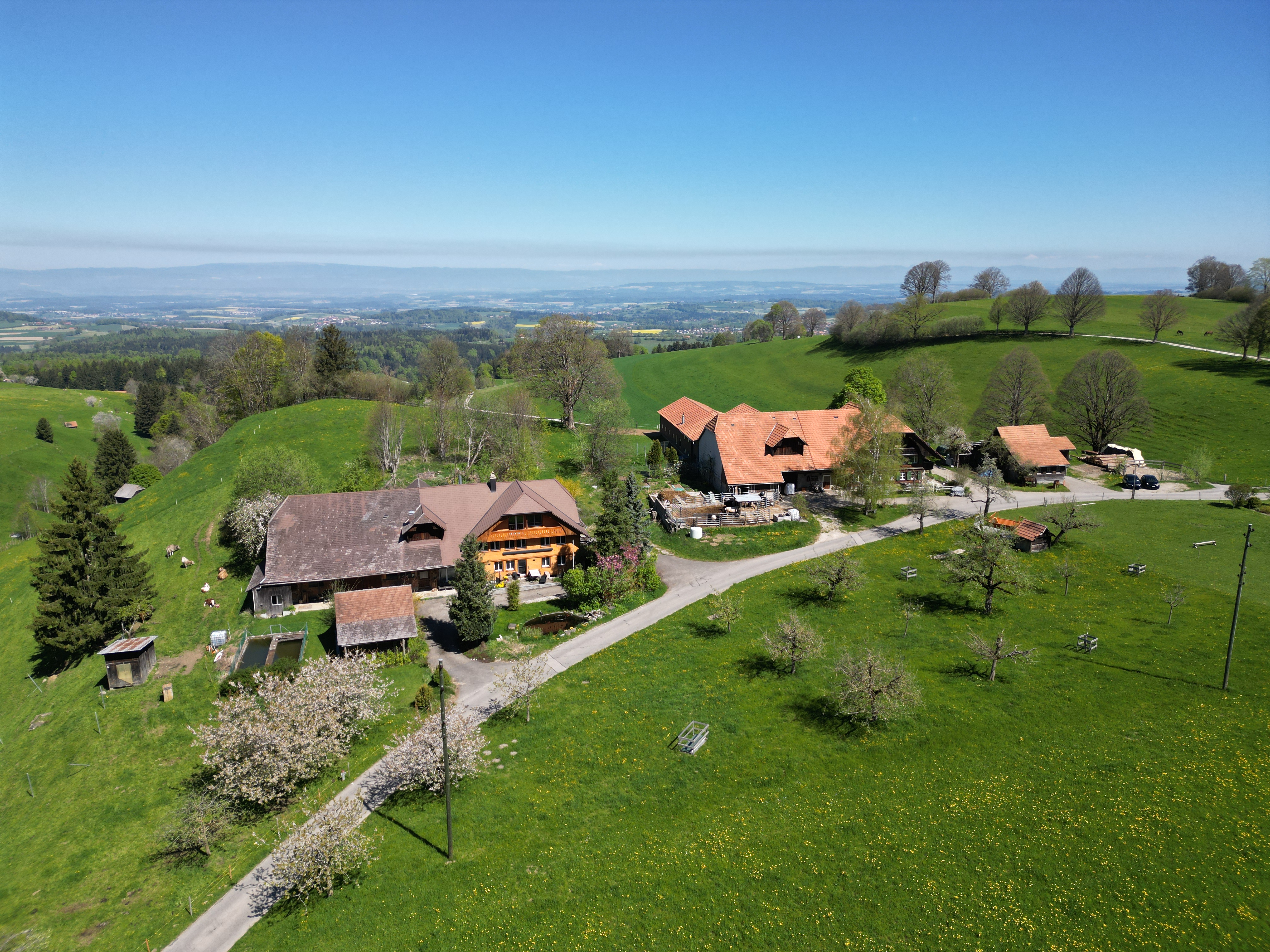
Wahlenhaus,
Simes Hans-Joggelis Wohnort ennet dem Berg

Der Simeliberg hat kaum etwas mit dem Berg gleichen Namens im Märchen der Brüder Grimm zu tun (der mit verschiedenen Namenvarianten auch in anderen Märchen auftritt), sondern dürfte eine Ableitung vom Personennamen Simon sein. Einen Hof namens s Simelis ‚(das Gut) des Simeli, des Simon‘ gibt es in Guggisberg bis heute, und der Simeliberg soll laut Otto von Greyerz der in der Nähe des Hofes liegende nördliche Ausläufer der von Südwest nach Nordost verlaufenden Hügelkette sein. Im «Rodel», dem Register der Volkszählung von 1715, findet sich zudem namentlich ein «Jakob Bingelli – Simes Hansjaggi». Ein Lokalhistoriker in Guggisberg geht darum davon aus, dass es den Hansjoggeli gab, für das Vreneli gebe es hingegen keinen solchen Beweis.
Das Motiv von den Muschgate (Muskatblüten) und Nägeli (Nelken) findet sich schon im Bergreihen Bei meines Buhlen Haupte, der erstmals 1536 bezeugt ist und fast wortwörtlich mit den betreffenden Strophen im Guggisberglied übereinstimmt. Ebenfalls fast wortgleich tritt die Stelle im Lied Es ist ein Schnee gefallen auf, das in mundartlicher Form aus dem bündnerischen Davos-Sertig bekannt ist und bis ins 15. Jahrhundert zurückreichen soll. Der Genuss von Muskatblüte und Nelke soll auf die Stimmung einwirken; so kommen im Macis halluzinogene Stoffe vor (siehe den Artikel Muskatnussbaum), und sowohl Muskat als auch Nelken sollen aphrodisierende Eigenschaften haben und zum Liebestrank gehören.
Auch die Strophen vom Mühlrad, das zerbricht, ist schon im Bergreihen Bei meines Buhlen Haupte von 1536 enthalten, ebenso – fast wortgleich wie im Guggisberglied – im Lied Mei Schatz, wei Chrieseli gwünne aus dem Luzerner Hinterland. Das sich unablässig drehende Mühlrad steht für die treu ausharrende Liebe der jungen Frau.

## Bearbeitungen
Im Jahr 1937 wurde am Stadttheater Basel Ernst Kunz’ Stück «Vreneli ab em Guggisbärg» aufgeführt; das Libretto stammte von Oskar Wälterlin. Die Absicht der beiden Urheber war, ein «musikalische(s) Volksdrama» im Sinne der Geistigen Landesverteidigung zu schaffen. Die Uraufführung wurde über das Radio übertragen. Spätere Aufführungen sind nicht bekannt.
In Rolf Liebermanns «Suite über 6 schweizerische Volkslieder» von 1947 bildet das Lied den fünften Satz.
In der zeitgenössischen «E-Musik» hat das Lied in den letzten Jahren mehrfach Eingang in die Werke von Schweizer Komponisten gefunden:
- 2. Streichquartett (Guggisberg-Variationen) von David Philip Hefti (2008)
- Trio für 2 Violinen und Viola von Urs Joseph Flury (2008/09), 2. Satz: Variationen über das alte Guggisbergerlied[17]
- Doppelfuge von Jonas Marti (2017)[18]
- Guggisberglied von Paul Giger, 19-minütige Version des Liedes auf der CD ars moriendi (2022), ECM 2756

Es gibt verschiedene moderne Interpretationen, die sogar regelmässig in den Charts auftauchen, so solche von Stephan Eicher, Christine Lauterburg (Trilogie «Jimmy-Flitz e Reis dür d Schwyz»), der Geschwister Pfister («The Voice of Snowwhite»), Angelheart («If Ever», im Sommer 2001 eines der im Radio meistgespielten Lieder), Fräkmündt («Simelibärg»), Steff la Cheffe und von vielen Volkschören. Eine weitere Interpretation findet sich auf dem 2018 erschienenen Album «Mythen, Mären, Pestilenz» der Schweizer Black-Metal-Band «Ungfell». Übersetzungen und Neuinterpretationen soll es auch in Englisch, Russisch oder Türkisch geben. Nach dieser Quelle soll auch Franz Liszt die Melodie bearbeitet haben.

## Fussnoten
1. 1 2  Otto von Greyerz: Das alte Guggisberger Lied. In: Schweizerisches Archiv für Volkskunde. Band 16, 1912, S. 193–213, doi:10.5169/seals-111443.; Ludwig Tobler: Schweizerische Volkslieder. Mit Einleitung und Anmerkungen versehen. 2. Band. Huber, Frauenfeld 1884, S. 200 f.
2. ↑  Otto von Greyerz: Das alte Guggisberger Lied. In: Schweizerisches Archiv für Volkskunde 16, 1912, S. 210–213, danach Neues Basler Singbuch. Kommentiert von Peter Holstein. 3., vollständig neu bearb. Aufl. Lehrmittelverlag Basel-Stadt, Basel 1969 und Urs Hostettler: Anderi Lieder. Von den geringen Leuten, ihren Legenden und Träumen, ihrer Not und ihren Aufständen. Zusammengestellt und kommentiert von Urs Hostettler. Zytglogge, Bern 1979, S. 67.
3. ↑  Otto von Greyerz: Das alte Guggisberger Lied. In: Schweizerisches Archiv für Volkskunde 16, 1912, S. 202–208.
4. 1 2  Richard Weiss: Volkskunde der Schweiz. Grundriss. Rentsch, Erlenbach-Zürich 1946; 3., unveränderte Auflage Rentsch, Zürich und Schwäbisch Hall 1984, S. 237.
5. ↑  Die Erwähnungen von 1741 und 1756 nach Otto von Greyerz: Das alte Guggisberger Lied. In: Schweizerisches Archiv für Volkskunde 16, 1912, S. 208 f.
6. ↑  Neues Basler Singbuch. Kommentiert von Peter Holstein. 3., vollständig neu bearb. Aufl. Lehrmittelverlag Basel-Stadt, Basel 1969.
7. ↑  Otto von Greyerz: Das alte Guggisberger Lied. In: Schweizerisches Archiv für Volkskunde 16, 1912, S. 197–201.
8. 1 2  Urs Hostettler: Anderi Lieder. Von den geringen Leuten, ihren Legenden und Träumen, ihrer Not und ihren Aufständen. Zytglogge, Bern 1979, S. 67.
9. 1 2  Máximo Lieder. Musik für Feuerzeuge. In: Die Weltwoche, 26/2005.
10. ↑  Otto von Greyerz: Das alte Guggisberger Lied. In: Schweizerisches Archiv für Volkskunde 16, 1912, S. 196; danach Urs Hostettler: Anderi Lieder. Von den geringen Leuten, ihren Legenden und Träumen, ihrer Not und ihren Aufständen. Zusammengestellt und kommentiert von Urs Hostettler. Zytglogge, Bern 1979, S. 67. Ludwig Tobler stellte den Berg dagegen noch zum Simeliberg des Grimm-Märchens, und in der Folge findet er sich auch im Schweizerischen Idiotikon, Band IV, Sp. 1562 als Bedeutung 2 unter dem Lemma Sin-wël-Bërg ‚runder Berg‘ (der entsprechende Idiotikon-Artikel wurde kurz vor 1900 verfasst und damit noch vor Erscheinen von Otto von Greyerz’ Aufsatz).
11. ↑  Basieren bekannte Schweizer Volkslieder auf wahren Geschichten?, Radio SRF 1, 11. März 2023; Rodel ist ein lokaler Dialektausdruck für ein amtliches Schriftstück, ursprünglich eine Schriftrolle, siehe Idiotikon Band 6 Spalte 601
12. ↑  Otto von Greyerz: Das alte Guggisberger Lied. In: Schweizerisches Archiv für Volkskunde 16, 1912, S. 202–204.
13. ↑  Otto von Greyerz: Das alte Guggisberger Lied. In: Schweizerisches Archiv für Volkskunde 16, 1912, S. 204 f.
14. ↑  Otto von Greyerz: Das alte Guggisberger Lied. In: Schweizerisches Archiv für Volkskunde 16, 1912, S. 213.
15. ↑    Theaterlexikon der Schweiz online
16. ↑  „Rolf Liebermann: «Suite über 6 schweizerische Volkslieder»“, Universal Edition
17. ↑  Urs Joseph Flury: Variationen über das alte Guggisbergerlied. Youtube, abgerufen am 26. Februar 2018.
18. ↑  Jonas Marti: Doppelfuge über Themen aus dem Guggisberglied. Youtube, abgerufen am 26. Februar 2018.